# 소년, 소녀 그리고 바다
《소년, 소녀 그리고 바다》(일본어: 2つ目の窓)는 2014년 공개된 일본의 로맨스 영화이다.

## 출연

### 주연
- 무라카미 니지로
- 아베 준코

### 조연
- 스기모토 텟타
- 마츠다 미유키
- 무라카미 준
- 와타나베 마키코
- 토키타 후지오
- 사카키 히데오

## 기타
- 제작협력: 코니시 마사토
- 공동제작: 나이토 유코
- 공동제작: 올리비에 페레
- 공동제작: 레미 부라
- 사운드슈퍼바이저: 로망 딤니